# Mogomotho
Mogomotho è un villaggio del Botswana situato nel distretto Nordoccidentale, sottodistretto di Ngamiland West. Il villaggio, secondo il censimento del 2011, conta 843 abitanti.

## Località
Nel territorio del villaggio sono presenti le seguenti 4 località:
- Badiba di 2 abitanti,
- Nende di 26 abitanti,
- Shaowe di 22 abitanti,
- Wao di 3 abitanti